# La bara d'argento
La bara d'argento (titolo orig. A Morbid Taste for Bones) è un romanzo giallo storico medievale, ambientato nel 1137, della scrittrice britannica Ellis Peters. Pubblicato nel 1977, fu il primo della serie The Cadfael Chronicles, incentrata sul monaco benedettino fratello Cadfael, indagatore di crimini e misteri.
I monaci dell'Abbazia di Shrewsbury cercano le reliquie di una santa in Galles per la loro cappella. Mentre gli indigeni opinano in modo contrario riguardo alla traslazione delle reliquie, un personaggio locale viene trovato ammazzato. Fratello Cadfael viene chiamato a scoprire la verità sulla morte violenta del cittadino illustre e a dirimere l'annosa questione dei resti con soddisfazione di entrambe le parti, in Galles e nell'Abbazia. 
Fu adattato per la Televisione nel 1996 da Central per la ITV.

## Trama
Inghilterra del XII secolo. Nel giardino dell'abbazia benedettina di Shrewsbury, fratello Cadfael si occupa delle sue piante, aiutato da due giovani novizi, fratello John e fratello Columbanus. Cadfael, che in passato è stato anche marinaio ed ha partecipato anche alla Crociata, adesso ha messo da parte l'irruenza appassionata della giovinezza per dedicarsi alle erbe medicinali ed alla preghiera.
Per dare ancora più lustro all'abbazia, il priore Robert ha trovato una soluzione perfetta: traslare nel monastero di Shrewsbury le reliquie di Santa Winifred. Con questa "santa missione" da Shrewsbury partono sei monaci, il priore, fratello Jerome e fratello Cadfael con i novizi John e Columbanus. Arrivati a Gwytherin, il piccolo borgo gallese ove riposano le spoglie della santa, i monaci benedettini si accorgono che il loro progetto non è accolto con entusiasmo dagli abitanti del luogo.
Durante la riunione in cui la comunità di Gwytherin deve concedere il suo assenso alla traslazione, uno fra i notabili del borgo, Rhisiart, si oppone esplicitamente al disegno del priore Robert, convincendo con le sue parole la maggioranza degli altri "uomini liberi" chiamati alla decisione. Avendo provato senza successo a corrompere Rhisiart con una borsa di monete, il priore Robert dichiara il suo oppositore colpevole di blasfemia, ma l'intervento di padre Huw, parroco del borgo, riesce a ricomporre la situazione fissando un nuovo appuntamento per l'indomani.
Il giorno seguente Rhisiart viene atteso a lungo presso la chiesa di padre Huw, e quando finalmente si iniziano le ricerche dell'uomo, questi viene scoperto cadavere, apparentemente ucciso da una freccia, scoccata a tradimento alle sue spalle. L'opportuna morte di Rhisiart evidentemente elimina il principale avversario del progetto di padre Robert, il quale può far intendere che l'uomo è morto per essersi opposto al desiderio della santa.
Fratello Cadfael, indagando sul luogo del delitto e sul corpo della vittima, aiutato da Sioned, unica figlia di Rhisiart e innamorata di Engelard, arriverà ad eliminare le false piste e giungere alla verità sulla terribile morte di Rhisiart.

## Edizioni italiane
- Fratello Cadfael e la bara d'argento, traduzione di Elsa Giuseppina Pelitti, Collana Il Giallo Mondadori n.1707, Milano, Arnoldo Mondadori Editore, 18 ottobre 1981.
- La bara d'argento, traduzione di Elsa Pelitti, Collan Teadue n.83, Milano, TEA, 1991,  p. 193, ISBN 978-88-781-9214-0.
- La bara d'argento. Un cadavere di troppo, Ediz. a caratteri grandi, Collana Relax. Leggi senza fatica n.9, Milano, TEA, 2008,  p. 562, ISBN 978-88-502-1586-7.
- Le cronache di Fratello Cadfael. Vol. I: La bara d'argento. Un cadavere di troppo. Il cappuccio del monaco, Collana I grandissimi, Milano, TEA, 2019, ISBN 978-88-502-5459-0.

## Riconoscimenti
Il romanzo comparve nel 1990 sulla lista dei Top 100 Crime Novels of All Time della Crime Writers Association nel Regno Unito, e anche nei primi 100 della lista compilata nel 1995 dalla Mystery Writers of America. Nel 2010, il Wall Street Journal lo nominò uno tra i "Five Best Historical Mystery Novels". In contrasto a questa lista di onori, va segnalata la tiepida accoglienza critica attribuita dalla Kirkus Reviews al momento della pubblicazione del libro, nel 1977.